# Noyelles-sur-Selle

Noyelles-sur-Selle este o comună în departamentul Nord, Franța. În 1 ianuarie 2022 avea o populație de 661 de locuitori.